# Ференц Еґрі
Фе́ренц Е́ґрі (угор. Egry Ferenc; 21 січня 1864, Малі Геївці, Ужанська жупа, Австро-Угорщина — 1945, Шопрон, Угорщина) — політичний діяч, дзвоноливар. Сенатор Національних зборів Чехословаччини (1924—1929), депутат Державних зборів Угорського королівства (1939—1944). Представник угорських національних партій Підкарпатської Русі. Власник родинної дзвоноливарні в Малих Геївцях.

## Ранні роки
Ференц Еґрі народився 21 січня 1864 року в селі Малі Геївці комітату Унґ (нині Ужгородського району Закарпатської області). Батько був землевласником, а родина була протестантською.
Еґрі закінчив школу в рідному селі.
Родина Еґрі в Малих Геївцях займалася дзвоноливарством. Самого Ференца з дитинства навчали цій родинній справі, його головним вчителем був батько.

## Політична діяльність
З вісімнадцяти років брав активну участь у політичному житті комітату Унґ. 1882 року вступив до комітатського осередку Партії Незалежності — однієї з провідних угорських партій.
Надалі активну політичну діяльність вів у міжвоєнний період. Еґрі був активним представником угорських національних партій Підкарпатської Русі. У червні 1920 року Еґрі очолив створену в Ужгороді Партію дрібних землеробів Ужанського комітату. На зібранні представників колишніх комітатів Береґ, Угоча та Мараморош у Берегові 16 березня 1921 року Еґрі обрали головою Закарпатського округу Угорської партії дрібних землеробів. Еґрі займався економічними проблемами Ужанщини, що виникли нібито внаслідок розпаду Угорщини за Тріанонським договором. Еґрі безуспішно домагався приєднання до Підкарпатської Русі Капушанського повіту Словаччини (раніше його землі належали до комітату Унґ).
Еґрі вступив до Автономної партії автохтонів і за її списком на виборах до Національних зборів Чехословаччини у 1924 та 1925 роках був обраний сенатором. Мандат Еґрі закінчився 1929 року.
18 жовтня 1925 року Угорську Партію дрібних землевласників Чехословаччини було реорганізовано в Угорську національну партію на чолі з Йожефом Сентівані. Одним із заступників голови партії став Ференц Еґрі. 2 лютого 1926 року було утворено Угорську національну партію Підкарпатської Русі. Її лідером став Ференц Еґрі, а головою виконавчого комітету — Ендре Корлат.
Після окупації Закарпаття Угорщиною в 1939 році Ференц Еґрі був запрошений до Державних зборів Угорщини. Там він був депутатом за списком Об'єднаної угорської партії Верхньої Угорщини.
Ференц Еґрі помер на початку 1945 року в Шопроні, перебуваючи там в евакуації перед наступом Червоної армії.

## Дзвоноливарний завод
Дзвоноливарна майстерня була заснована Іштваном Ласло у Малих Геївцях у 1793 році. Еґрі перейняв у батька родинну справу виготовлення дзвонів для церков. З 1892 року Еґрі був самостійним майстром-дзвоноливарем та власником заводу в Малих Геївцях.
За часів Еґрі малогеївська дзвоноливарна майстерня стала відомою спершу в межах Угорського королівства, а в міжвоєнний період її дзвони користувалися попитом як у Чехословаччині, так і в Угорщині. У часи Австро-Угорщини у заводу з'явилися свої представництва в Кечкеметі та Будапешті. 1909 року Еґрі придбав Будапештську дзвоноливарню Йожефа Поздеха, але з початком Першої світової війни був змушений її продати.
У роки Першої світової війни багато церковних дзвонів вилучили у парафій на потреби армії. Тому після закінчення війни попит на продукцію заводу Еґрі зріс. Виготовлено дзвони для 184 римо-католицьких та 54 реформатських церков Підкарпатської Русі. Дзвони також продавали в межах Чехословаччини й експортували за кордон, зокрема в Угорщину, Австрію, Польщу, Німеччину, Францію, Росію, Болгарію, Румунію; за деякими даними, кілька дзвонів з Малих Геївців потрапили до Індонезії та Австралії.
За роки керування Еґрі у 1892—1945 роках малогеївський завод виготовив близько тисячі дзвонів. У міжвоєнну добу дзвони Еґрі здобули низку нагород та премій на міжнародних виставках.

## Вшанування пам'яті
У селі Малі Геївці Ужгородського району на честь Ференца Еґрі названо вулицю та ліцей.